# ジィップ

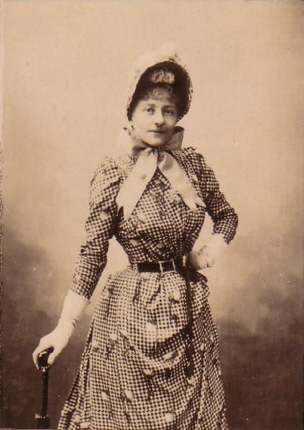
ジィップ

ジィップ(Gyp)ことマルテル・ジャンヴィル伯爵夫人シビル・エーメ・マリ＝アントワネット・ガブリエル・ド・リケティ・ド・ミラボー（Sibylle Aimée Marie-Antoinette Gabrielle de Riquetti de Mirabeau, Comtesse de Martel de Janville、1849年8月16日 – 1932年6月28日）はフランスの作家。Gypはジップ、ジープとも表記される。
貴族出身。父の曽祖父はミラボー侯爵ヴィクトール・ド・リケティ（Victor de Riqueti, marquis de Mirabeau）で、オノーレ・ミラボー（ミラボー伯爵オノレ・ガブリエル・ド・リケッティ）は父の伯叔祖父（大おじ）に当たる。
国粋主義者かつ反ユダヤ主義者であった。

## 主な著書
- プティ・ボブ（Petit Bob）1882年
- マドゥモアゼル・ルウルウ（Mademoiselle Loulou）1888年 - 森茉莉訳の日本語版が薔薇十字社から出版されている。
- シフォンの結婚（Le Mariage de Chiffon）1894年 - 1941年にクロード・オータン＝ララ監督により映画化された。